# Kingerikiti
Kingerikiti ist ein Verwaltungsbezirk (Ward) des Distrikts Nyasa in der tansanischen Region Ruvuma.

## Geografie
Kingerikiti liegt im Südwesten von Tansania etwa 20 Kilometer Luftlinie nordöstlich der Distrikthauptstadt Mbamba Bay. Der Bezirk grenzt im Nordosten an Luhangarasi, im Südosten an Lumeme, im Südwesten an Mtipwili und Kilosa und im Nordwesten an Mpapa des Distrikts Mbinga.
Bei der Volkszählung 2022 lebten 10.154 Menschen in 2209 Haushalten auf einer Fläche von 88 Quadratkilometern.

## Gliederung
Der Bezirk besteht aus vier Gemeinden (Mtaa) mit 27 Orten (Kitongoji):
| Kingerikiti - Kingerikiri - Mapokela - Mahilo - Lundumatu - Lunguja - Zambia - Ndanda - Pisi Kati - Kikuti - Mbamba Bay | Ukuli - Ukulu Mjini - Ndola - Matoki - Makela - Ulaya - Kimbunga - Nzuyu - Kihaha | Lumecha - Lumecha - Mtwara - Libu - Muungano | Mawasiliano - Majaliwa - Kagera - Matalao - Maweni - Matekela |

## Infrastruktur
- Bildung: Die Kingerikiti Secondary School ist eine staatliche weiterbildende Tagesschule mit einer Ausbildung bis zur 4. Stufe.[7]
- Gesundheit: Im Bezirk liegen zwei staatliche Apotheken.[8][9]